# François Chaize

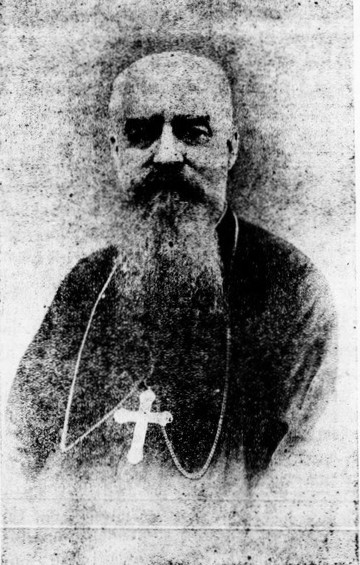
François Chaize

François Chaize MEP (* 27. März 1882 in Mornant, Département Rhône; † 23. Februar 1949) war ein französischer römisch-katholischer Ordensgeistlicher und Apostolischer Vikar von Hanoi.

## Leben
François Chaize trat der Ordensgemeinschaft der Pariser Mission bei und empfing am 29. Juni 1905 das Sakrament der Priesterweihe.
Am 12. Mai 1925 ernannte ihn Papst Pius XI. zum Titularbischof von Alabanda und zum Koadjutorvikar von Hanoi. Der Apostolische Vikar von Hanoi, Pierre-Jean-Marie Gendreau MEP, spendete ihm am 22. November desselben Jahres die Bischofsweihe; Mitkonsekratoren waren der Apostolische Vikar von Hưng Hóa, Paul-Marie Ramond MEP, und der Apostolische Vikar von Phát Diệm, Jean-Pierre-Alexandre Marcou MEP.
François Chaize wurde am 7. Februar 1935 in Nachfolge von Pierre-Jean-Marie Gendreau MEP Apostolischer Vikar von Hanoi.